# Castelflorite
Castelflorite (en aragonés: Castiflorit) es un municipio de España en la provincia de Huesca, comunidad autónoma de Aragón. Tiene un área 34,61 km² con una población de 108 habitantes (INE 2018) y una densidad de 3,73 hab/km².
En Castelflorite tuvo lugar la batalla del mismo nombre, en la que el último conde de Urgel, Jaime II de Urgel, que se había levantado en armas contra el rey de Aragón Fernando I de Aragón fue derrotado por este en 1413.

## Administración y política
| Período   | Alcalde                         | Partido                         |  |
| --------- | ------------------------------- | ------------------------------- |  |
| 1979-1983 | Mariano Latre Bernad            | UCD                             |  |
| 1983-1987 |                                 | Pedro Loscertales Torner (PSOE) |  |
| 1987-1991 |                                 | Pedro Loscertales Torner (PSOE) |  |
| 1991-1995 |                                 | Pedro Loscertales Torner (PSOE) |  |
| 1995-1999 |                                 | Ester Latorre Nasarre (PP)      |  |
| 1999-2003 |                                 | Ester Latorre Nasarre (PP)      |  |
| 2003-2007 |                                 | Ester Latorre Nasarre PP        |  |
| 2007-2011 |                                 | PSOE                            |  |
| 2011-2015 | Pedro Manuel Loscertales Nogués | PSOE                            |  |
| 2015-2019 | Pedro Manuel Loscertales Nogués | PSOE                            |  |

| Partido político    | Partido político                                   | 2003   | 2007   | 2011   | 2015   |
| Partido político    | Partido político                                   | Ediles | Ediles | Ediles | Ediles |
|                     | Partido de los Socialistas de Aragón (PSOE-Aragón) | 1      | 3      | 3      | 3      |
|                     | Partido Popular de Aragón (PP)                     | 3      | 2      | 2      | 1      |
|                     | Aragón Sí Puede                                    | —      | —      | —      | 1      |
|                     | Partido Aragonés (PAR)                             | —      | —      | —      | —      |
|                     | Chunta Aragonesista (CHA)                          | —      | 0      | —      | —      |
|                     | Candidatura Independiente de Castelflorite (CIC)   | 1      | —      | —      | —      |
| Total de concejales | Total de concejales                                | 5      | 5      | 5      | 5      |

## Demografía
Castelflorite cuenta con una población de 103 habitantes (INE 2024).
| Gráfica de evolución demográfica de Castelflorite entre 1842 y 2021                                                                                                |
| |
| Población de derecho según los censos de población del INE Población de hecho según los censos de población del INEEn este censo se denominaba Castelflorete: 1842 |